# 12. juli
12. juli er dag 193 i året i den gregorianske kalender (dag 194 i skudår). Der er 172 dage tilbage af året.
Dagens navn er Henrik.

### Begivenheder
Født - Dødsfald
- 1543 - Henrik 8. af England gifter sig med sin sjette og sidste kone, Catherine Parr.
- 1690 - I slaget ved Boyne i Irland besejrer Vilhelm af Oraniens protestantiske hær, den afsatte  Jakob 2.s katolikker.
- 1789 - Ludvig 16. af Frankrig afskediger den populære finansminister Jacques Necker og baner derved vejen for den franske revolution.
- 1794 - Den britiske admiral Nelson mister sit ene øje under belejringen af Calvipå Korsika.
- 1806 - Seksten tyske delstater forlader det tysk-romerske rige og danner Rhinforbundet.
- 1876 - Sydfyenske Jernbaner indvier strækningen Odense-Svendborg.
- 1878 - Tyrkiet overlader Cypern til Storbritannien.
- 1887 - Odense Boldklub stiftes under navnet Odense Cricketklub
- 1906 - Den franske officer Alfred Dreyfus får fuld oprejsning.
- 1914 - Aarhus-Hammel-Thorsø Jernbane indvier strækningen Hammel-Thorsø.
- 1920 - Panamakanalen indvies af USA's præsident Woodrow Wilson.
- 1962 - The Rolling Stones afholder sin første koncert. Det sker på The Marquee Club i London.
- 1975 - São Tomé og Príncipe bliver selvstændige fra Portugal.
- 1979 - Øgruppen Kiribati erklærer sig uafhængig fra Storbritannien.
- 1997 - 80.000 mennesker overværer præsident Bill Clintons tale på Nytorv i København.
- 1998 - Værtsnationen Frankrig vinder VM i fodbold 1998.
- 2004 - Valdas Adamkus tiltræder som Litauens præsident for anden gang
- 2006 - Hizbollah dræber og tilfangetager israelske soldater, hvorved Anden Libanonkrig udløses.

### Født
- 1596 - Mikhail Fjodorovitj af Rusland, russisk zar (død 1645).
- 1781 - Anne Marie Mangor, dansk kogebogsforfatter (død 1865).
- 1817 - Henry David Thoreau, amerikansk forfatter og filosof (død 1862).
- 1854 - George Eastman, amerikansk filmpioner og fabrikant (død 1932).
- 1885 - George Butterworth, engelsk komponist (død 1916).
- 1886 - Jean Hersholt, dansk-amerikansk skuespiller (død 1956).
- 1892 - Bruno Schulz, polsk forfatter (død 1942).
- 1895 - Kirsten Flagstad, norsk sangerinde (død 1962).
- 1904 - Pablo Neruda, chilensk digter og modtager af Nobelprisen i litteratur (død 1973).
- 1913 - Willis Eugene Lamb, amerikansk fysiker (død 2008).
- 1937 - Bill Cosby, amerikansk komiker og skuespiller.
- 1937   - Lionel Jospin, fransk politiker og tidligere premierminister.
- 1940 - Henning Mortensen, dansk forfatter.
- 1946 - Poul Henrik Hedeboe, dansk folketingsmedlem.
- 1947 - Anne Marie Løn, dansk forfatter.
- 1952 - Karsten Nonbo, dansk kriminalassistent og folketingsmedlem.
- 1963 - John Dyrby Paulsen, dansk folketingsmedlem.
- 1967 - David Trads, dansk journalist og chefredaktør.
- 1974 - Sharon den Adel, hollandsk sangerinde.
- 1978 - Katrine Fruelund, dansk håndboldspiller.
- 1995 - Yohio, svensk musiker.

### Dødsfald
- 1536 - Erasmus af Rotterdam, nederlandsk teolog og humanist (født ca. 1466).
- 1773 - Johann Joachim Quantz, tysk fløjtenist, fløjtefabrikant og komponist (født 1697).
- 1804 - Alexander Hamilton,  amerikansk politiker, skribent, jurist og soldat (født 1755 eller 1757).
- 1821 - Thomas Thaarup, dansk digter (født 1749).
- 1845 - Henrik Wergeland, norsk forfatter (født 1808).
- 1850 - Robert Stevenson, skotsk ingeniør og opfinder. (født 1772).
- 1851 - Jacques Daguerre, fransk opfinder og fotograf (født 1787).
- 1935 - Alfred Dreyfus, fransk officer (født 1859).
- 1993 - John Larsen, dansk skuespiller (født 1935).
- 1998 - Bo Giertz, svensk biskop og forfatter (født 1905)
- 2005 - Axel Strøbye, dansk skuespiller (født 1928).
- 2007 - Jane Muus, dansk grafiker (født 1919).
- 2010 - Mau Piailug, mikronesisk navigator (født 1932).

|  | Denne datoartikel kan blive bedre, hvis der indsættes et (bedre) billede Du kan hjælpe ved at afsøge Wikimedia Commons for et passende billede eller uploade et godt billede til Wikimedia Commons iht. de tilladte licenser og indsætte det i artiklen. |